# Erebus crepuscularis
Erebus crepuscularis är en fjärilsart som beskrevs av Carl von Linné 1767. Erebus crepuscularis ingår i släktet Erebus och familjen nattflyn. Inga underarter finns listade i Catalogue of Life.

## Bildgalleri

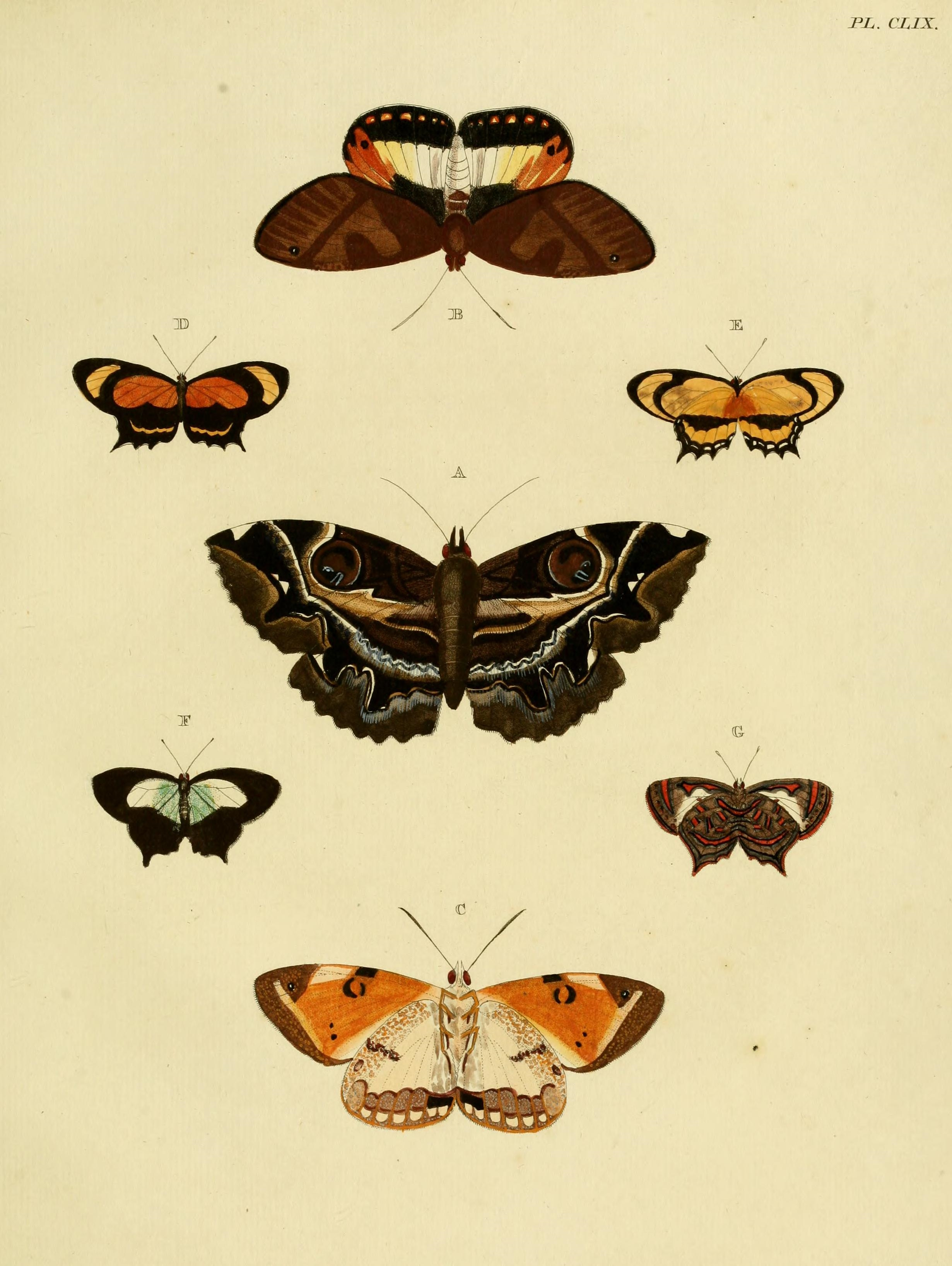
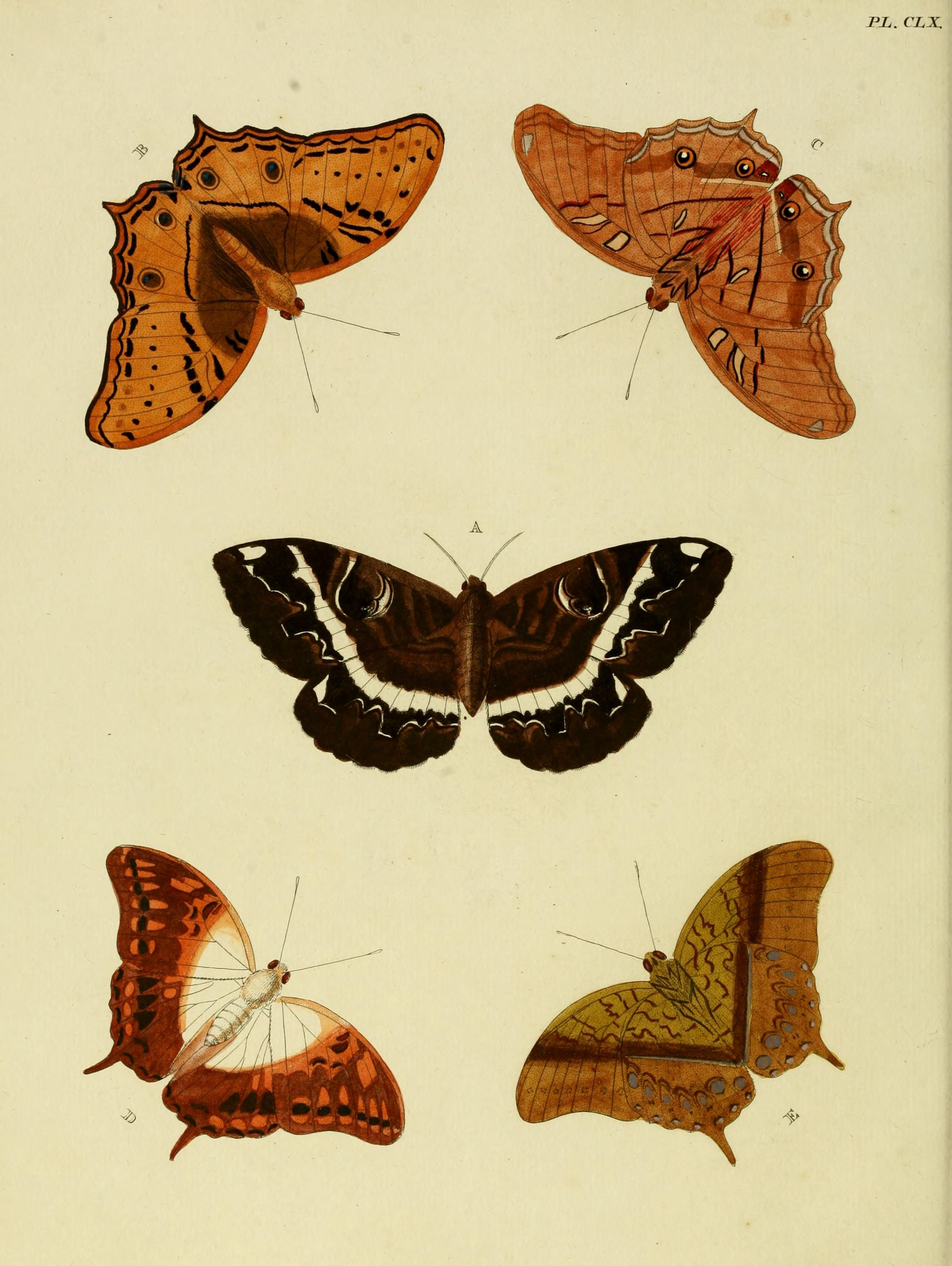
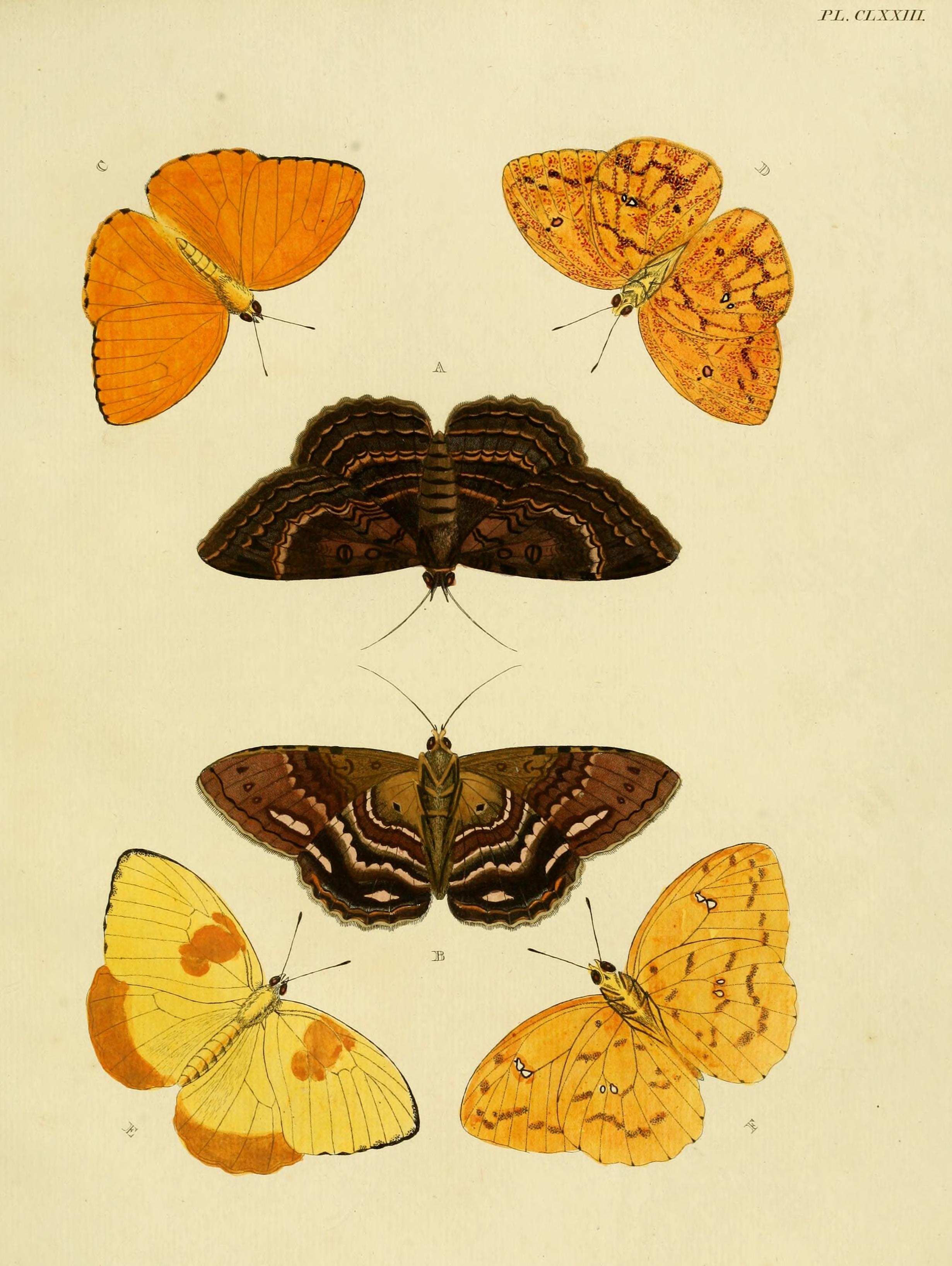
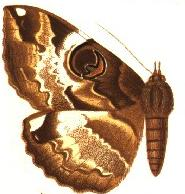